# Comtat de Quinta Alegre
El comtat de Quinta Alegre és un títol nobiliari espanyol atorgat per real cèdula signada a Sant Lorenzo de l'Escorial el 22 d'octubre de 1767, amb el vescomtat previ de Rivera, a l'espanyol Juan Alcalde y Gutiérrez. La denominació d'aquest títol es refereix a la granja que posseïa el primer titular, anomenada Quinta Alegre, centre de reunió per als reialistes usada durant el període de la reconquesta espanyola.

## Titulars
- Juan Alcalde y Gutiérrez[1]
- Juan Ignacio Alcalde y Rivera[1]
- José Antonio Alcalde y Rivera[1]
- Juan Agustín Alcalde y Bascuñán[1]
- Víctor González de Andía-Yrarrázabal y García-Moreno[2]
- Fernando Joaquín Molina Alcalde[1]